# Onthophagus transcaspicus
Onthophagus transcaspicus là một loài bọ cánh cứng trong họ Bọ hung (Scarabaeidae).